# Carlos Humberto González
Carlos Humberto González Rolón (* 3. November 1977 in Guadalajara, Jalisco) ist ein ehemaliger mexikanischer Fußballspieler, der vorwiegend in der Verteidigung agierte und gegenwärtig als Fußballtrainer arbeitet.

## Laufbahn
González erhielt seinen ersten Profivertrag für die Saison 1994/95 bei seinem Heimatverein Atlas Guadalajara.
Sein Debüt in der Primera División bestritt González am 6. Januar 2001 für den Lokalrivalen UAG Tecos in einem Heimspiel gegen die UNAM Pumas, das 2:1 gewonnen wurde. In derselben Halbsaison, der Clausura 2001, wurde er Stammspieler bei den Tecos und wirkte in 14 der insgesamt 17 Spiele der Punktspielrunde mit. Sein erstes Tor in der Primera División (und sein einziges für die Tecos) erzielte er beim 2:0-Heimsieg gegen Santos Laguna am 10. Februar 2001.
Nach insgesamt 30 Punktspieleinsätzen für die Tecos wechselte González im Sommer 2002 zum Ligakonkurrenten Monarcas Morelia, für den er in den fünf Jahren seiner Vereinszugehörigkeit 124 Punktspieleinsätze absolvierte und drei Tore erzielte.
Im Sommer 2007 wechselte er zu den UNAM Pumas, bei denen er bis zum Ende seiner aktiven Laufbahn im Sommer 2012 unter Vertrag stand. In der Clausura 2009 gehörte er mit drei Punktspieleinsätzen zum Kader der Meistermannschaft, während er beim erneuten Erfolg der Pumas zwei Jahre später bereits nicht mehr zum Erstligakader der Pumas gehörte, sondern (wie überhaupt in den letzten zwei Jahren seiner Laufbahn) für deren Farmteam Pumas Morelos in der zweiten Liga spielte.
Nach dem Ende seiner aktiven Laufbahn begann González, als Trainer zu arbeiten und betreut gegenwärtig (2017) die U-20-Nachwuchsmannschaft seines früheren Vereins Monarcas Morelia.

## Erfolge
- Mexikanischer Meister: Clausura 2009